# San Salvador (Spanje)
San Salvador is een gemeente in de Spaanse provincie Valladolid in de regio Castilië en León met een oppervlakte van 10,47 km². San Salvador telt 31 inwoners (1 januari 2016).

## Demografische ontwikkeling
Bron: INE, 1857-2011: volkstellingen